# Bobrowo, Tỉnh West Pomeranian
Bobrowo [bɔˈbrɔvɔ] là một ngôi làng thuộc khu hành chính của Gmina Złocieniec, thuộc quận Drawsko, West Pomeranian Voivodeship, ở phía tây bắc Ba Lan. Nó nằm khoảng 4 kilômét (2 mi) phía đông Złocieniec, 18 km (11 mi) về phía đông của Drawsko Pomorskie và 99 km (62 mi) về phía đông của thủ đô khu vực Szczecin.
Ngôi làng có dân số là 324 người.